# Андрей Данко
Андрей Данко (словац. Andrej Danko; нар. 12 серпня 1974, Ревуца) — словацький політик, голова Національної ради Словацької Республіки (2016—2020), очільник націоналістичної Словацької національної партії (з 2012).

## Життєпис
Народився 12 серпня 1974 року в місті Ревуца. У 1988—1992 роках навчався в місцевій гімназії. 1998 року закінчив правничий факультет Університету Коменського у Братиславі. Після обов'язкової військової служби заснував кілька комерційних компаній та працював адвокатом.
Протягом 2006—2010 років Андрей Данко був помічником Національної ради Словаччини та членом ряду парламентських комісій. Він став першим віцепрезидентом Словацької національної партії 2010 року. 2012 року Андрей Данко став головою партії, змінивши на цій посаді Яна Слоту.
23 березня 2016 року Данко був обраний головою Національної ради Словацької Республіки.

## Критика
15 листопада 2017 року, під час виступу в Держдумі РФ, Денко заявив, що «Росія є складовою частиною світової безпеки, подобається це комусь чи ні»
2018 року Данка звинуватили в плагіаті його докторської дисертації в Університеті Матея Бела, яку він захистив 2000 року. У листопаді 2018 року університет створив комісію для розгляду дисертації та вивчення підозр у плагіаті. У січні 2019 року комісія оголосила, що 63 з 72 сторінок докторської дисертації Данка є плагіатом.
9 травня 2019 року Данко відвідав військовий парад у Москві, де був єдиним європейським політиком, присутнім на цьому заході